# 班卡雀鯛
班卡雀鯛，又稱細點齒鯛，俗名為厚殼仔，為輻鰭魚綱鱸形目隆頭魚亞目雀鯛科的其中一種。

## 分布
本魚分布於印度西太平洋區，包括東印度洋、日本南部、台灣、中國南海、澳洲、聖誕島、菲律賓、印尼、越南、新幾內亞、新喀里多尼亞、斐濟群島、東加、羅雷淺灘、密克羅尼西亞、馬里亞納群島、馬紹爾群島、索羅門群島等海域。

## 深度
水深0至32公尺。

## 特徵
本魚體呈橢圓形而側扁，為橙黑色，背側顏色較黑，吻短而鈍圓。口中型；頜齒兩列，小而呈圓錐狀。尾柄末端及尾鰭白色，頭、體側、背鰭鰭棘部及臀鰭上散布著許多形狀不一的小藍斑，其中臀鰭外緣藍色，內側有2列排列整齊的藍點。而其最明顯的特徵則在背鰭鰭條部末端有一黑斑，其外圍白色，最外側則鑲藍邊。眼下骨及前鰓蓋骨具缺刻，眼下骨的缺刻尤其明顯。背鰭硬棘13枚、背鰭軟條15至16枚、臀鰭硬棘2枚、臀鰭軟條15至16枚。體長可達10公分。

## 生態
本魚棲息於空曠的礁湖或其半隱藏的向海礁波，單獨或成小群活動，以藻類或浮游的甲殼類或海鞘為食。

## 經濟利用
顏色多彩，具觀賞價值，很少人食用。